# Santelmoa fusca
Santelmoa fusca is een straalvinnige vissensoort uit de familie van de puitalen (familie) (Zoarcidae). De wetenschappelijke naam van de soort is voor het eerst geldig gepubliceerd in 2012 door Matallanas, Corbella & Møller.